# Теута Матоши
Теута Матоши (алб. Teuta Matoshi; Приштина, 24. октобар) албанска је модна креаторка са Косова и Метохије. Позната је по свом хировитом стилу врхунских хаљина.

## Детињство, младост и образовање
Рођена је ван Приштине, у албанској породици, те има деветоро браћа и сестара. Отац јој је учитељ, а мајка домаћица. Њена млађа сестра Лирика Матоши је такође модна креаторка, док им сестра Саније помаже око посла. Завршила је Факултет уметности Универзитета у Приштини.

## Приватни живот
Удата је за Артана Дурићија са којим има троје деце: ћерку и два сина.